# Брумано
Брумано (итал. Brumano) — коммуна в Италии, находится в регионе Ломбардия, в провинции Бергамо.
Население составляет 97 человек (2008), плотность населения составляет 11 чел./км². Занимает площадь 8 км². Почтовый индекс — 24037. Телефонный код — 035.
Покровителями коммуны почитаются святой апостол Варфоломей, празднование 24 августа, а также святые Рох и Себастьян.

## Демография
Динамика населения:

## Города-побратимы
- Мортероне, Италия (2007)

## Администрация коммуны
- Официальный сайт: